# Halbe
Halbe är en kommun (Gemeinde) och ort i Landkreis Dahme-Spreewald i delstaten Brandenburg i Tyskland. Den ligger intill Spreewald, cirka 60 kilometer från Berlin. Kommunen består av fyra områden: Briesen/Brand, Freidorf, Oderin och Teurow. Kommunen ingår i kommunförbundet Amt Schenkenländchen.
I slutet av Andra världskriget uppstod det tunga strider i området, som en del av slaget om Berlin. Den tyska 9 armén, under ledning av Theodor Busse, blev inringad av Röda armén vid Halbe. I stället för att kapitulera till Sovjet slog man igenom en kil och öppnade upp en korridor för att möta och kapitulera till amerikanerna vid Elbe.
Badanläggningen Tropical Islands ligger i kommunen.

## Källor

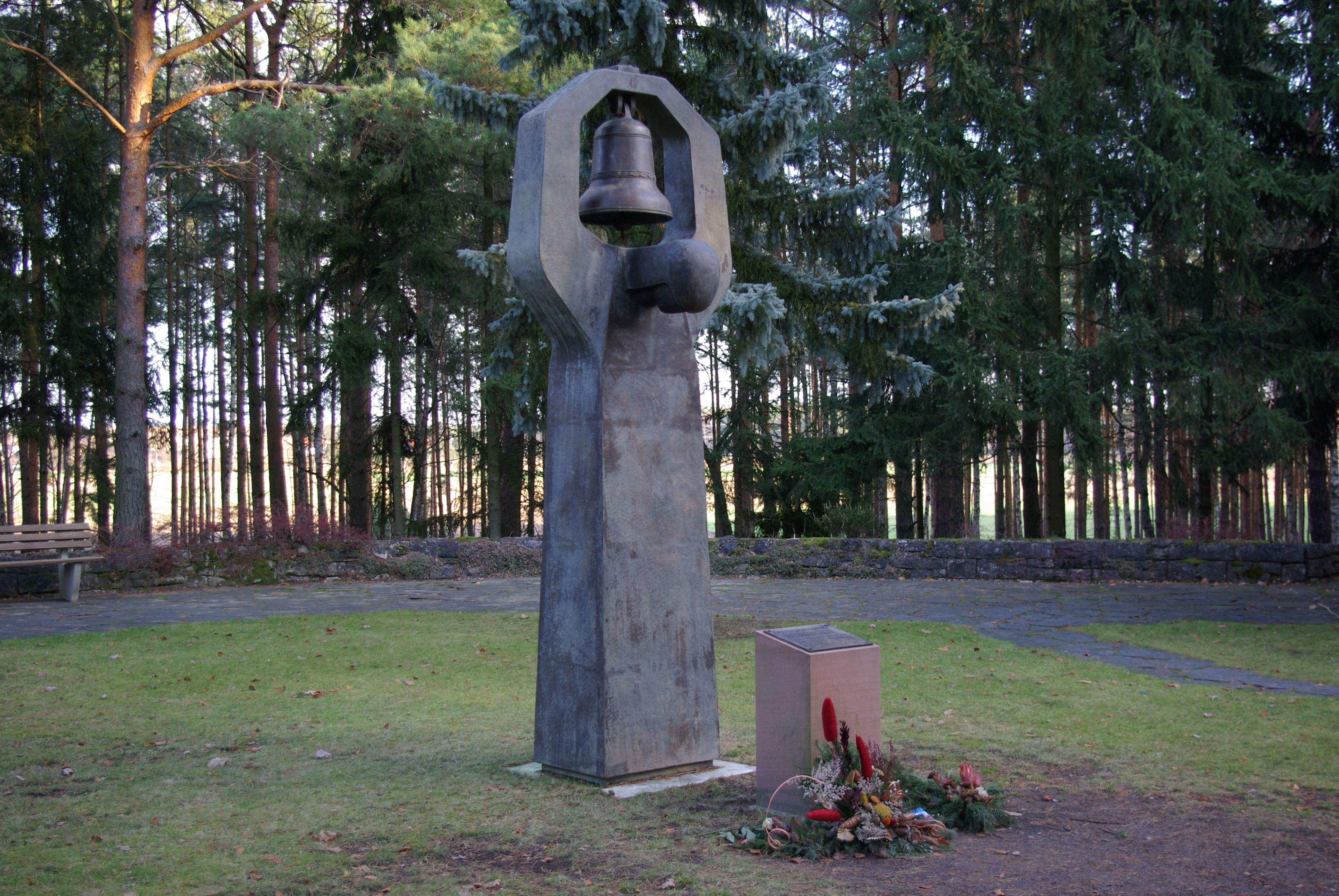
Monument för de cirka 24 000 människor som dödades under striderna vid Halbe i april 1945. Det är beläget vid Waldfriedhof Halbe, en av Tysklands största krigsbegravningsplatser.